# Białków (powiat wołowski)

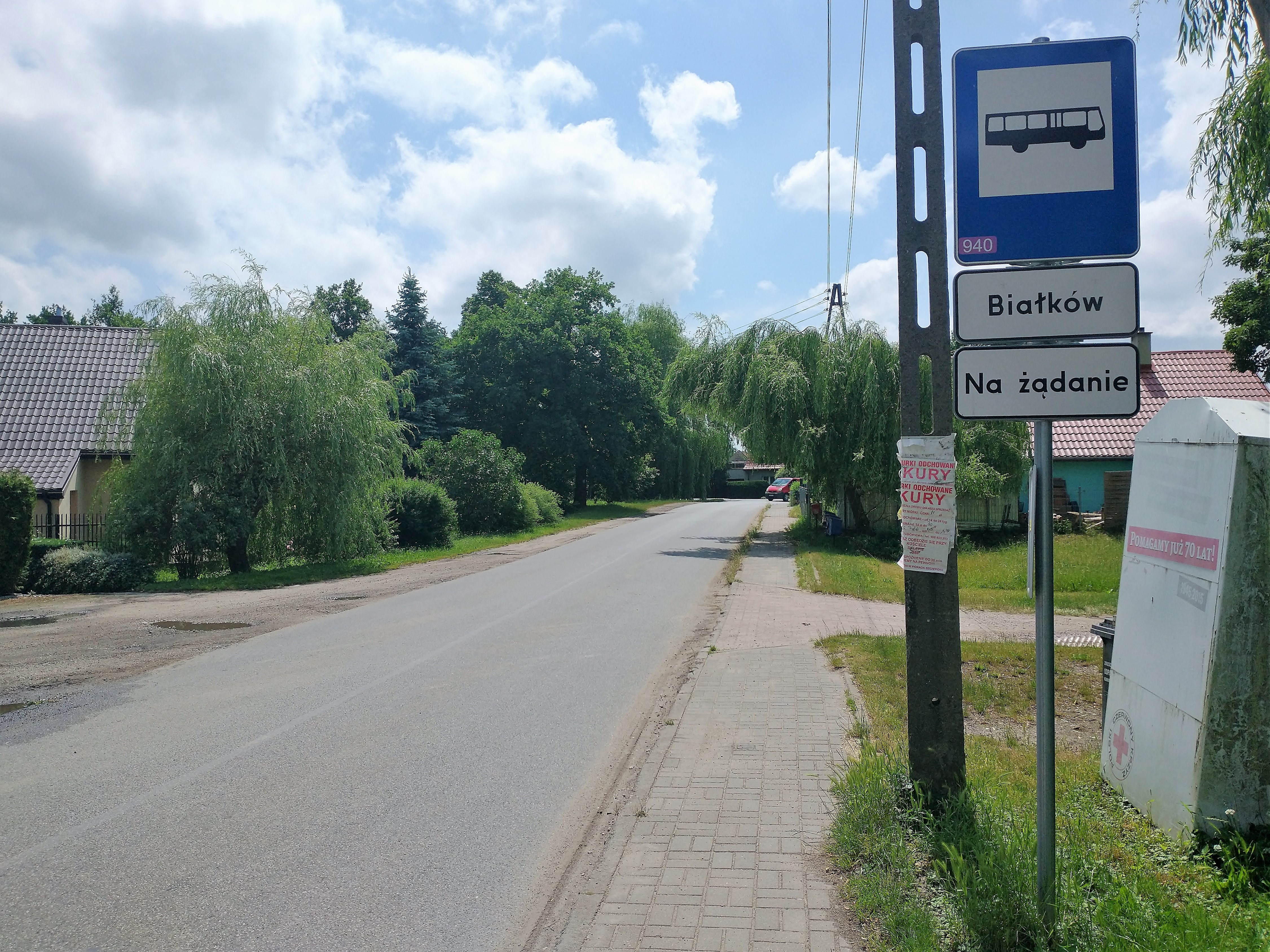
Fragment wsi

Białków – wieś w Polsce położona w województwie dolnośląskim, w powiecie wołowskim, w gminie Wińsko.

## Podział administracyjny
W latach 1975–1998 miejscowość należała administracyjnie do województwa wrocławskiego.

## Demografia
Według Narodowego Spisu Powszechnego (III 2011 r.) liczył 12 mieszkańców. Jest najmniejszą miejscowością gminy Wińsko.

## Obserwatorium astronomiczne
W Białkowie znajduje się największy na świecie koronograf (jeden z kilku identycznych; średnica obiektywu 53 cm).
Obserwatorium astronomiczne w Białkowie powstało z inicjatywy Leo Wutschowskiego na początku lat 80. XIX wieku. Był on z wykształcenia astronomem i dla własnych celów wybudował w parku pałacowym prywatne obserwatorium, złożone z trzech niewielkich budynków połączonych między sobą drewnianym krytym gankiem. Wutschowsky zmarł w 1927 r. i od tego czasu w obserwatorium zawsze pracował asystent wrocławskiego obserwatorium astronomicznego. Obecnie właścicielem obserwatorium jest Uniwersytet Wrocławski. W 1980 r. postawiony został pawilon, w którym zainstalowano instrument do badań Słońca – koronograf. Jest to stacja obserwacyjna Instytutu Astronomicznego Uniwersytetu Wrocławskiego.

## Zabytki
Do wojewódzkiego rejestru zabytków wpisany jest:
- park dworski, z początku XX w.